# King Kong
King Kong có nghĩa là Vua Kông là một Kaiju với hình dáng một loài khỉ không đuôi (hoặc khỉ đột) khổng lồ đã xuất hiện trên nhiều phương tiện thông tin đại chúng kể từ năm 1933. Nhân vật này xuất hiện lần đầu tiên trong phim điện ảnh King Kong vào năm 1933 và đã nhận được nhiều lời khen ngợi tích cực. Phim đã được làm lại vào năm 1976 và 2005. King Kong đã trở thành một trong những biểu tượng điện ảnh lớn nhất trên thế giới, tạo cảm hứng cho vô số các phần phim tiếp nối, phim làm lại, phim ăn theo, hoạt hình, tiểu thuyết, truyện tranh, nhạc kịch... Vai trò của King Kong khá đa dạng theo từng phim, đôi khi là một con quái điên, đôi khi lại là một nhân vật phản anh hùng.

## Tổng quát
King Kong mang hình dạng một con Gorilla khổng lồ, sinh sống ở một hòn đảo hoang vu chưa từng được con người khám phá (Skull Island) và được các cư dân bản địa nơi đây tôn thờ như một vị thần bảo hộ cho hòn đảo, giúp họ chống lại các sinh vật nguy hiểm khác. Tổ tiên của King Kong có lẽ đã xuất hiện từ thời tiền sử.
Tuy là một quái vật nhưng King Kong rất thông minh. Nó là một Kaiju có tình cảm, sống nội tâm vô cùng sâu sắc. Nó không hề muốn làm hại con người mà chỉ nổi giận khi ngôi nhà thiên nhiên của nó bị tàn phá. Có lẽ, đặc biệt hơn cả những quái vật Kaiju kì dị khác, King Kong là một biểu tượng đại diện cho sức mạnh to lớn của thiên nhiên, thứ sức mạnh mà khi đứng trước nó, con người bỗng trở nên vô cùng nhỏ bé và yếu ớt. Cơn giận và cái chết của King Kong như một sự lên án đối với nhân loại vì những gì chúng ta đã làm đối với mẹ thiên nhiên.
Tuy to lớn nhưng King Kong rất nhanh nhẹn cùng giác quan nhạy bén. Nó sử dụng linh hoạt 2 cánh tay to khỏe, vũ khí chính của nó, giáng cho đối thủ những cú đấm cực mạnh hay vận dụng những chiêu xiết, bẻ cổ, vặn xương hiệu quả hay đơn giản là nhặt một tảng đá khổng lồ và ném thẳng mặt đối phương. Điểm yếu duy nhất của King Kong có lẽ là nó không hề có siêu năng lực đặc biệt gì như các Kaiju khác ngoài sức mạnh cơ bắp thuần túy, nhưng cho dù chỉ có thế, King Kong vẫn vô cùng "bá đạo", đại náo cả thành phố New York, là một trong số rất ít những sinh vật có thể solo với Godzilla huyền thoại.

## Lịch sử
King Kong là một con quái vật điện ảnh khổng lồ, giống như một con khỉ đột khổng lồ, xuất hiện trên nhiều phương tiện truyền thông từ năm 1933. Kong được mệnh danh là Kỳ quan thứ tám của thế giới, một cụm từ thường được sử dụng trong các bộ phim. Nhân vật này xuất hiện lần đầu tiên trong bộ tiểu thuyết King Kong và bộ phim cùng tên năm 1933 của RKO Pictures, với bộ phim ra mắt hai tháng sau đó. Bộ phim đã nhận được sự hoan nghênh của mọi người khi phát hành lần đầu và phát hành lại. Phần tiếp theo nhanh chóng diễn ra cùng năm đó với The Son of Kong, hợp tác với Little Kong. Vào những năm 1960, Toho đã sản xuất King Kong vs Godzilla (1962), đưa một Kong to lớn hơn chống lại quái vật Godzilla của chính hãng Toho, và King Kong Escapes (1967), dựa trên The King Kong Show (1966, 1919) từ Rankin / Bass Productions. Năm 1976, Dino De Laurentiis đã sản xuất một phiên bản làm lại hiện đại của bộ phim gốc của đạo diễn John Guillermin. Phần tiếp theo, King Kong Lives, một thập kỷ sau đó có sự xuất hiện của Lady Kong. Một phiên bản làm lại khác của bản gốc, lần này lấy bối cảnh năm 1933, được phát hành năm 2005 từ nhà làm phim Peter Jackson. Bộ phim gần đây nhất, Kong: Skull Island (2017), lấy bối cảnh năm 1973, là một phần của vũ trụ MonsterVerse của Legendary Entertainment, bắt đầu với phần khởi động lại Godzilla của Legendary vào năm 2014. Một phần tiếp theo của crossover, Godzilla vs. Kong được lên kế hoạch cho năm 2020. Hình tượng King Kong đã trở thành một trong những biểu tượng điện ảnh nổi tiếng nhất thế giới, đã truyền cảm hứng cho một số phần tiếp theo, làm lại, phụ bản, bắt chước, nhại lại, phim hoạt hình, sách, truyện tranh, trò chơi video, cưỡi công viên chủ đề, và một vở kịch sân khấu. Vai trò của King Kong trong các câu chuyện rất khác nhau, từ một con quái vật hung hăng đến một kẻ phản diện bi thảm.

## Danh sách phim
| Phim                    | Ngày công chiếu (Mỹ) | Đạo diễn                                       | Cốt truyện                                   | Biên kịch                                    | Sản xuất                                                       | Phân phối                                    |
| ----------------------- | -------------------- | ---------------------------------------------- | -------------------------------------------- | -------------------------------------------- | -------------------------------------------------------------- | -------------------------------------------- |
| King Kong               | 2 tháng 3 năm 1933   | Merian C. Cooper và Ernest B. Schoedsack       | James Creelman và Ruth Rose                  | James Creelman và Ruth Rose                  | Merian C. Cooper và Ernest B. Schoedsack                       | Radio Pictures                               |
| Son of Kong             | 22 tháng 12 năm 1933 | Ernest B. Schoedsack                           | Ruth Rose                                    | Ruth Rose                                    | Ernest B. Schoedsack                                           | Radio Pictures                               |
| King Kong vs. Godzilla  | 11 tháng 8 năm 1962  | Ishirō Honda (Nhật Bản) Thomas Montgomery (Mỹ) | Shinichi Sekizawa                            | Shinichi Sekizawa                            | Tomoyuki Tanaka (Nhật Bản) John Beck (Mỹ)                      | Toho (Nhật Bản) Universal International (Mỹ) |
| King Kong Escapes       | 22 tháng 7 năm 1967  | Ishirō Honda                                   | Arthur Rankin Jr.                            | Kaoru Mabuchi                                | Tomoyuki Tanaka và Arthur Rankin Jr.                           | Toho (Nhật Bản) Universal International (Mỹ) |
| King Kong               | 17 tháng 12 năm 1976 | John Guillermin                                | Lorenzo Semple Jr.                           | Lorenzo Semple Jr.                           | Dino De Laurentiis                                             | Paramount Pictures                           |
| King Kong Lives         | 19 tháng 12 năm 1986 | John Guillermin                                | Ronald Shusett và Steven Pressfield          | Ronald Shusett và Steven Pressfield          | Martha Schumacher                                              | De Laurentiis Entertainment Group            |
| King Kong               | 14 tháng 12 năm 2005 | Peter Jackson                                  | Fran Walsh, Philippa Boyens và Peter Jackson | Fran Walsh, Philippa Boyens và Peter Jackson | Jan Blenkin, Carolynne Cunningham, Fran Walsh và Peter Jackson | Universal Studios                            |
| Kong: Đảo Đầu lâu       | 10 tháng 3 năm 2017  | Jordan Vogt-Roberts                            | John Gatins và Dan Gilroy                    | Dan Gilroy và Max Borenstein                 | Thomas Tull, Jon Jashni và Mary Parent                         | Warner Bros.                                 |
| Godzilla đại chiến Kong | 20 tháng 11, 2020    | Adam Wingard                                   |                                              |                                              | Thomas Tull, Jon Jashni và Mary Parent                         | Warner Bros.                                 |

Bộ phim King Kong giành được danh hiệu "Phim xuất sắc" tại giải thưởng do người hâm mộ điện ảnh bình chọn Empire (Anh), vượt qua 4 đề cử khác "Crash", "Sin City", "Star Wars 3" và "War of the Worlds".  Lưu trữ ngày 25 tháng 2 năm 2007 tại Wayback Machine